# Австралийски аспиди
Австралийските аспиди (Pseudechis) са род влечуги от семейство Аспидови (Elapidae).
Таксонът е описан за пръв път от Йохан Георг Ваглер през 1830 година.

## Видове
- Pseudechis australis – Мулга
- Pseudechis butleri
- Pseudechis colletti
- Pseudechis guttatus
- Pseudechis pailsei
- Pseudechis papuanus
- Pseudechis porphyriacus – Черна змия
- Pseudechis rossignolii
- Pseudechis weigeli